# Theresia van der Pant

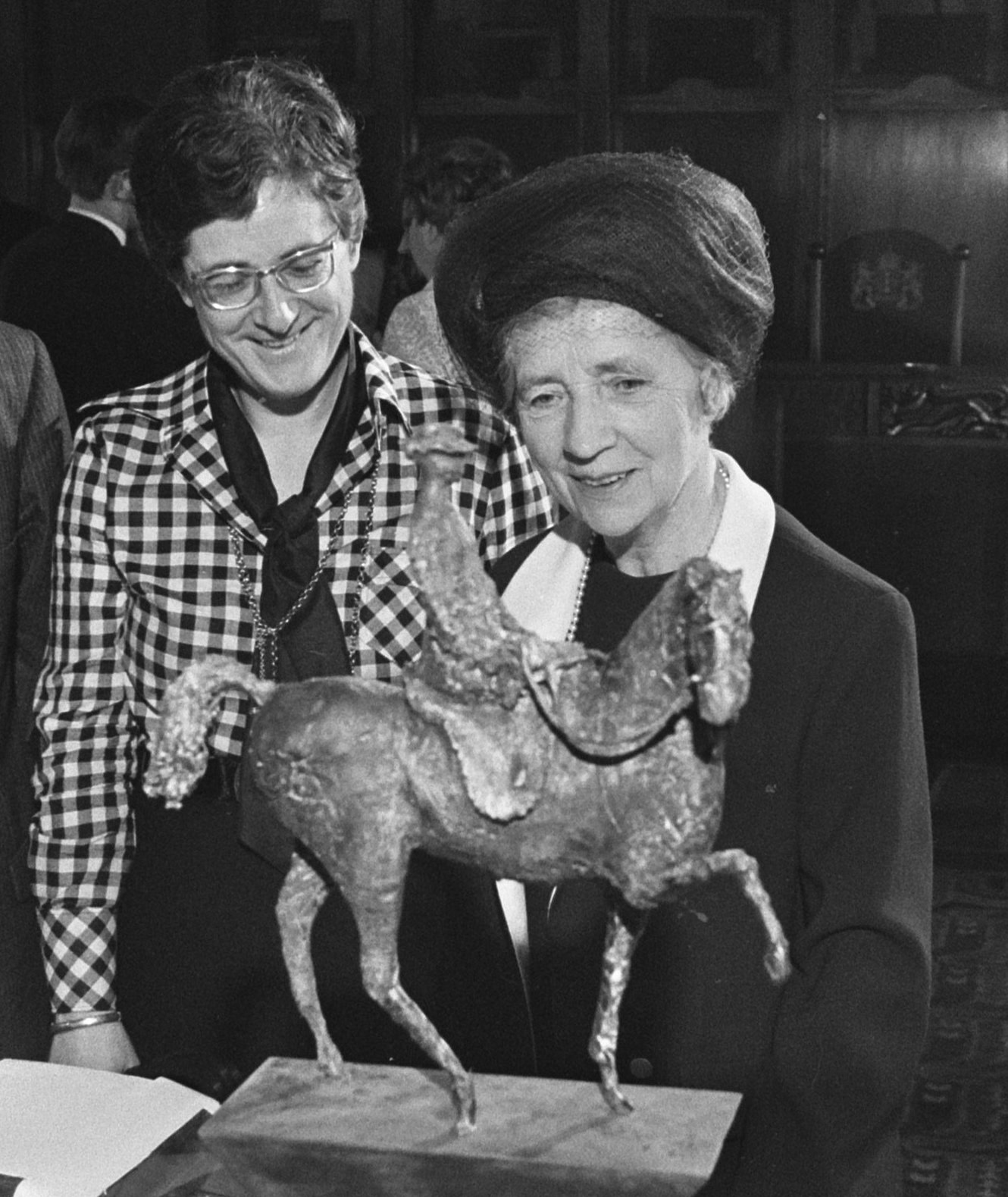
Theresia van der Pant (rechts), 1970

Theresia „Theet“ Reiniera van der Pant (* 27. November 1924 in Schiedam; † 4. Februar 2013 in Amsterdam) war eine niederländische Bildhauerin und Zeichnerin.

## Leben
Theresia van der Pant war die Tochter des Brenners Philip Christiaan van der Pant (1877–1951) und der Verkäuferin Hendrika Wilhelmina Catharina Hoffman (1889–1959). Sie wuchs mit ihrem älteren Bruder Christiaan in einem wohlhabenden Umfeld in Schiedam auf. Ihre kulturinteressierten Eltern ermöglichten den Kindern Klavierunterricht. Theresia van der Pant besuchte das Gymnasium in Schiedam, wurde aber aus Sicherheitsgründen zwischenzeitlich bei Freunden in Rotterdam untergebracht, als ihr Vater im letzten Kriegsjahr wegen „antideutscher Umtriebe“ in einem Lager interniert wurde. Ab 1945 besuchte sie die Rijksnormaalschool voor Tekenleraren (staatliche Kunstschule für Zeichenlehrer), die sie 1946 mit dem Zeichenlehrerexamen abschloss. Bereits nach einem Jahr konnte sie ab 1946 an der Rijksakademie van beeldende kunsten in Amsterdam studieren, wo sie Bildhauerunterricht bei Piet Esser und Jan Bronner (1881–1972) erhielt. In Amsterdam wohnte sie im Studentenwohnheim in der Keizersgracht 822. Nachdem sie ihr Studium 1949 abgeschlossen hatte, erhielt sie 1950 vom belgischen Ministerium ein Stipendium für die Akademie von Antwerpen, wechselte aber aus Unzufriedenheit mit den dortigen Studienangeboten für ein Jahr zu Oscar Jespers an die École nationale supérieure des arts visuels (ENSAV) in Brüssel.
Um ihre finanzielle Existenz als freie Künstlerin zu sichern, nahm Theresia van der Pant anfänglich jeden angebotenen Auftrag an, wie etwa 1950 in Form und Darstellung schlichte Fassadenziegel in Schiedam und Goud. Daneben arbeitete sie an eigenen Projekten, unternahm eine Italienreise und beteiligte sich ab 1953 an Ausstellungen. 1953 gewann sie beim Prix de Rome für Bildhauerei den zweiten Preis. Im Jahr 1955 oder 1956 besuchte sie die internationale Sommerakademie für Bildende Kunst Salzburg, wo sie Giacomo Manzù traf, der sie nach Mailand einlud, um bei der Ausführung seiner Serie von Kardinalsstatuen mitzuhelfen. Zurück in den Niederlanden bezog Theresia van der Pant ein kleines Atelier in einem alten Schulgebäude in der Derde Wittenburgerdwarsstraat 1–3 in Wittenburg auf einem der drei Amsterdamer Oostelijke Eilanden, stellte bei den Mitgliedsausstellungen der Künstlervereinigung Arti et Amicitiae aus und erhielt zahlreiche kommunale Aufträge. 1962 lernte sie den Designer Arnoldus „Nol“ Hendricus Kneulman (1925–2010) kennen, der ihr bei der Umsetzung der technischen Details für ein Reiterstandbild der kürzlich verstorbenen Königin Wilhelmina half. Mit ihm verband sie eine lebenslange Freundschaft. Studienreisen führten sie 1957 und 1961 nach Italien, 1961 und 1965 mit einem Reisestipendium nach Israel sowie 1977 nach Wales, wo sie vor allem Landschaften und Figurendarstellungen zeichnete.
Theresia van der Pant wurde aktives Mitglied der Künstlervereinigung Arti et Amicitiae, zeigte ihre Arbeiten regelmäßig auf den Mitgliedsausstellungen und wurde 1963 mit einer Arti-Medaille ausgezeichnet. Ab 1965 unterrichtet sie „Steinschnitzerei“ an der Rijksakademie in Amsterdam, unter anderem Gerardus (Gerard) Hendrik Antonius Brouwer, Luut de Gelder, Henny van Grol, Pépé Grégoire, Carla Klein, Hanneke de Munck und Saskia Pfaeltzer. Theresia van der Pant setzte sich vergeblich für den Erhalt der Akademie als Universitätsinstitut ein und war ab 1979 bis zu ihrem Ausscheiden 1982 Professorin in der Bauabteilung. Am 12. Oktober 1982 heiratete sie Nol Kneulman, gab ihr Atelier in Wittenburg auf und arbeitete in einer größeren Werkstatt im neuen gemeinsamen Zuhause in der Plantage Muidergracht im Amsterdamer Stadtteil Plantagebuurt. Mehrere Monate im Jahr verbrachte sie mit ihrem Mann auf einem großen Motorboot auf Flüssen und Seen in den Niederlanden. 1987 erhielt Theresia van der Pant in Anerkennung ihres Gesamtschaffens den erstmals vergebenen Judith-Leyster-Preis, der mit einer Retrospektivausstellung im Frans-Hals-Museum in Haarlem und einer Monographie verbunden war. Um 2006 gab sie wegen Rheuma die Bildhauerei auf, fertigte aber weiterhin viele Zeichnungen in den von ihr bevorzugten Mischtechniken an, oft mit Tusche, die sie mit verschiedenen Kreidesorten verwischte. Anfang 2013 starb Theresia van der Pant in Amsterdam und wurde auf dem Friedhof De Nieuwe Ooster beigesetzt.

## Werk

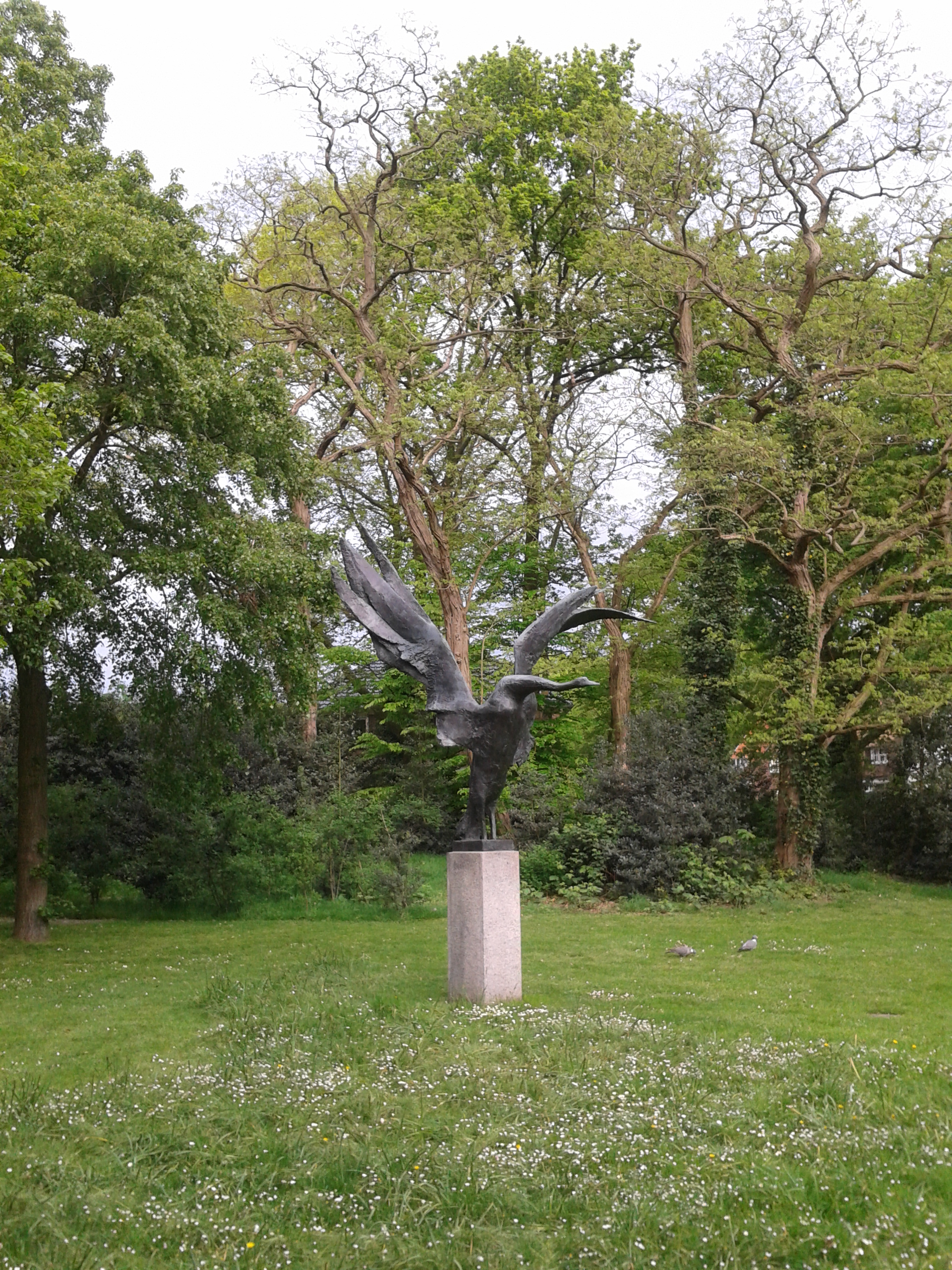
De Grote Vlucht, Ede

Theresia van der Pant schuf vor allem figurativ-abstrahierende Plastiken in Stein, Gips, Terrakotta, Holz und Bronze, die Tiere, Porträts und Reliefs darstellen. Tiere spielten in ihren Werken eine wichtige Rolle und bilden den Schwerpunkt des Schaffens. Unter anderem Giraffen, Pferde, Schwäne, Seehunde, Bisons und Eulen gestaltete sie sowohl in kompakt-geschlossenen wie dynamisch-offenen Formen. Sie modellierte „auffliegende Wildvögel in äußerst lebendiger Bewegung“, unter anderem 1969 einen „sich mit gewaltigem Flügelschlag erhebenden Schwan“ (De Grote Vlucht 3 m Höhe, Ede, Park). Porträts von Menschen fertigte sie aus der Erinnerung, ergänzt durch Fotos. Als Porträtreliefs und -büsten stellte sie etwa 1970 Henriette Polak, Stravinsky 1975 oder Monteverdi 1991 dar. 1962 erhielt sie einen Auftrag der Contactorgaan Vrouwenorganisaties Amsterdam (COVA) für eine Statue der kürzlich verstorbenen Königin Wilhelmina, das zu ihrem international bekanntesten Werk wurde. Die fünf Meter hohe naturalistische bronzene Reiterstatue am Rokin in Amsterdam wurde 1972 im Beisein von Königin Juliana enthüllt.
Theresia van der Pant wurde 1955 Mitglied der Künstlervereinigung Arti et Amicitiae Amsterdam, 1969 der Nederlandse Federatie van Beeldende Kunstenaars und des Nederlandse Kring van Beeldhouwers sowie 1992 der Stichting Beeldrecht. Für ihre zahlreichen Plastiken im öffentlichen Raum erhielt sie wachsende Anerkennung. Sie gilt neben Cornelis Hund, Charlotte van Pallandt und anderen als bedeutende Vertreterin der zweiten Generation der informellen Groep Amsterdam (Groep van de figurative abstractie; De Groep).
Werke von Theresia van der Pant sind unter anderem im Museum Beelden aan Zee in Scheveningen, dem Museum Henriette Polak in Zutphen, dem Rijksmuseum in Amsterdam und der Sammlung TNT Post Kunstcollectie in Den Haag. Daneben schuf Theresia Van der Pant ein beachtliches zeichnerisches Werk, das sich im Frans Hals Museum in Haarlem befindet.

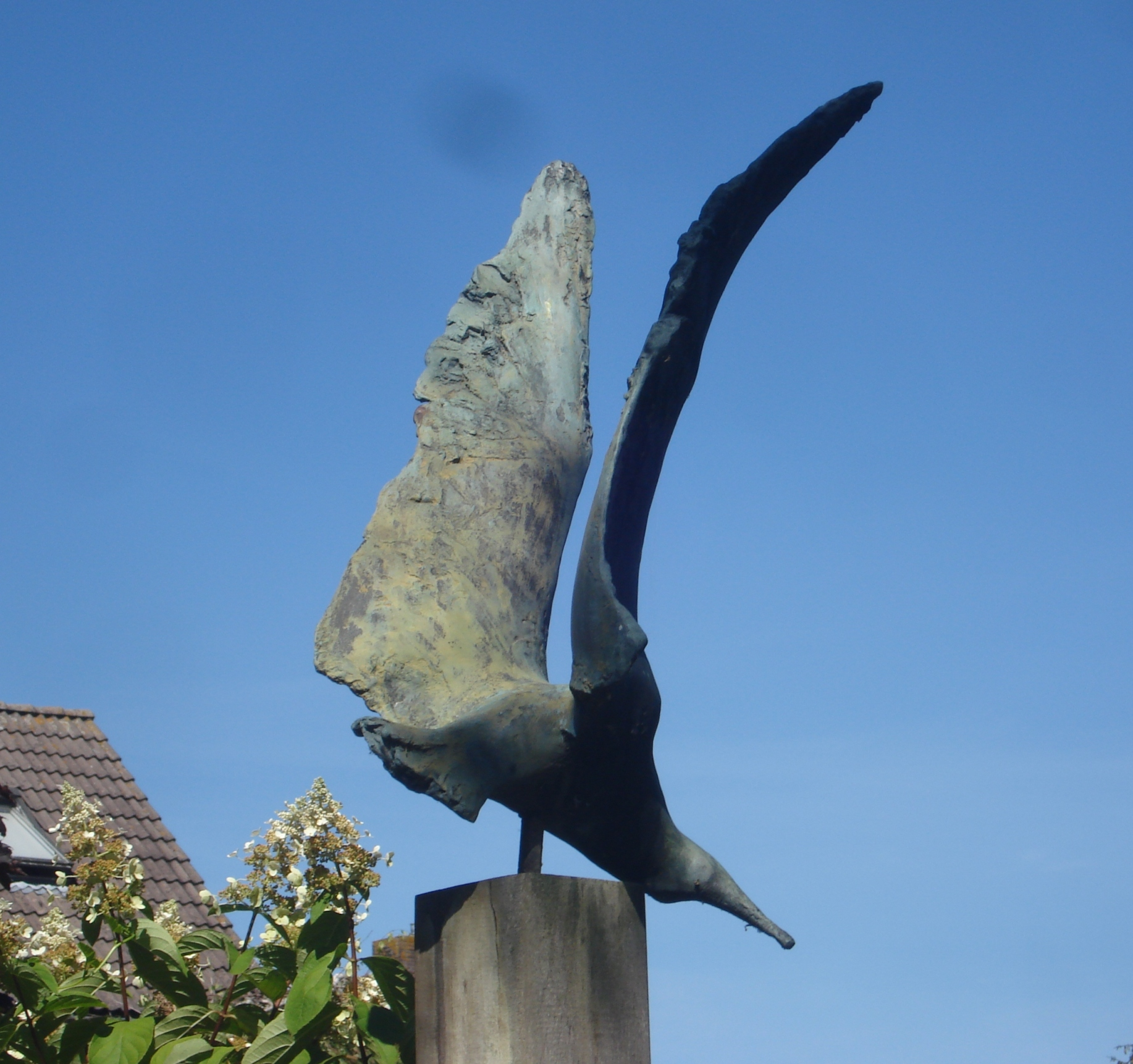
Duikvlucht
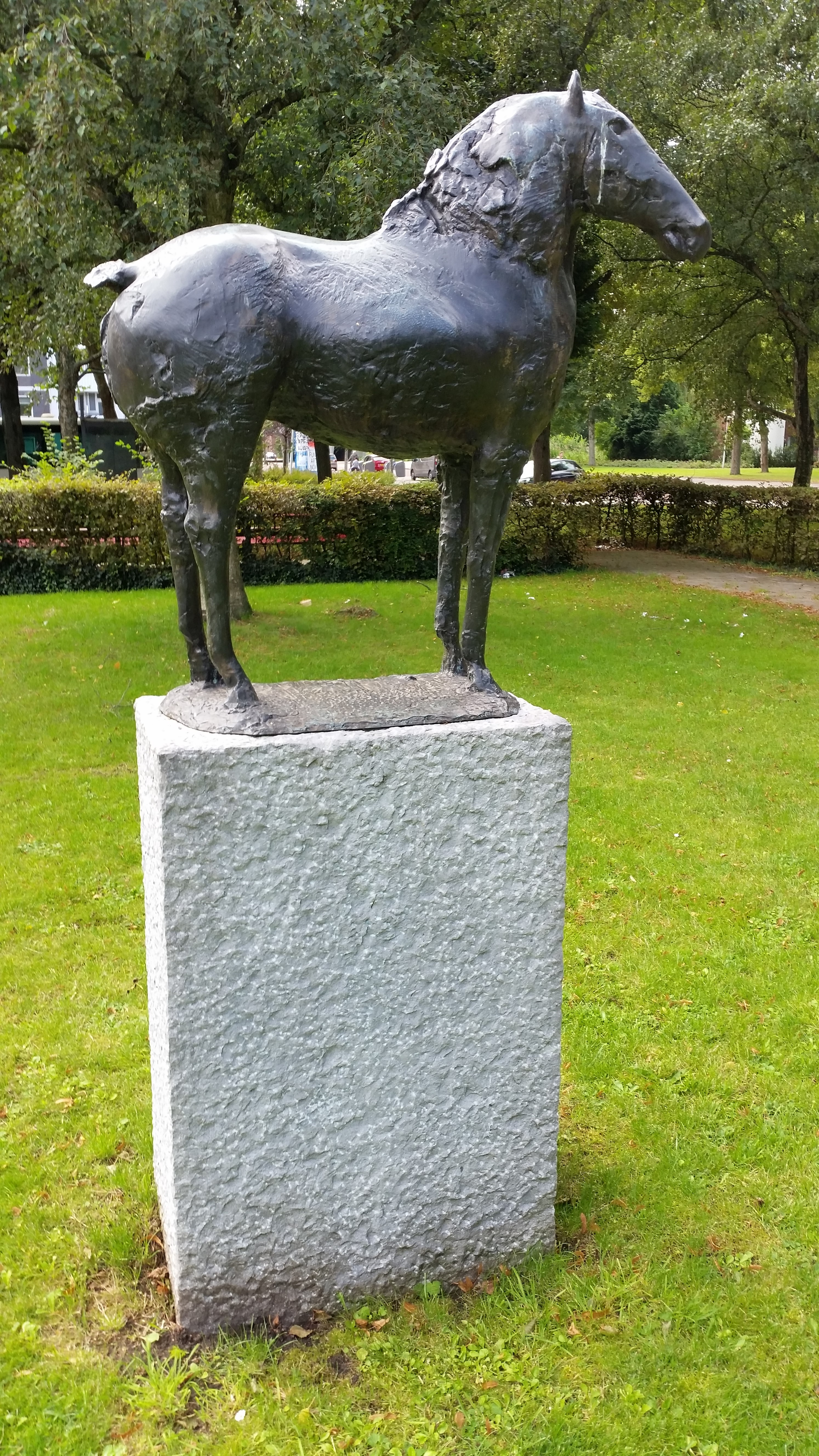
Paard
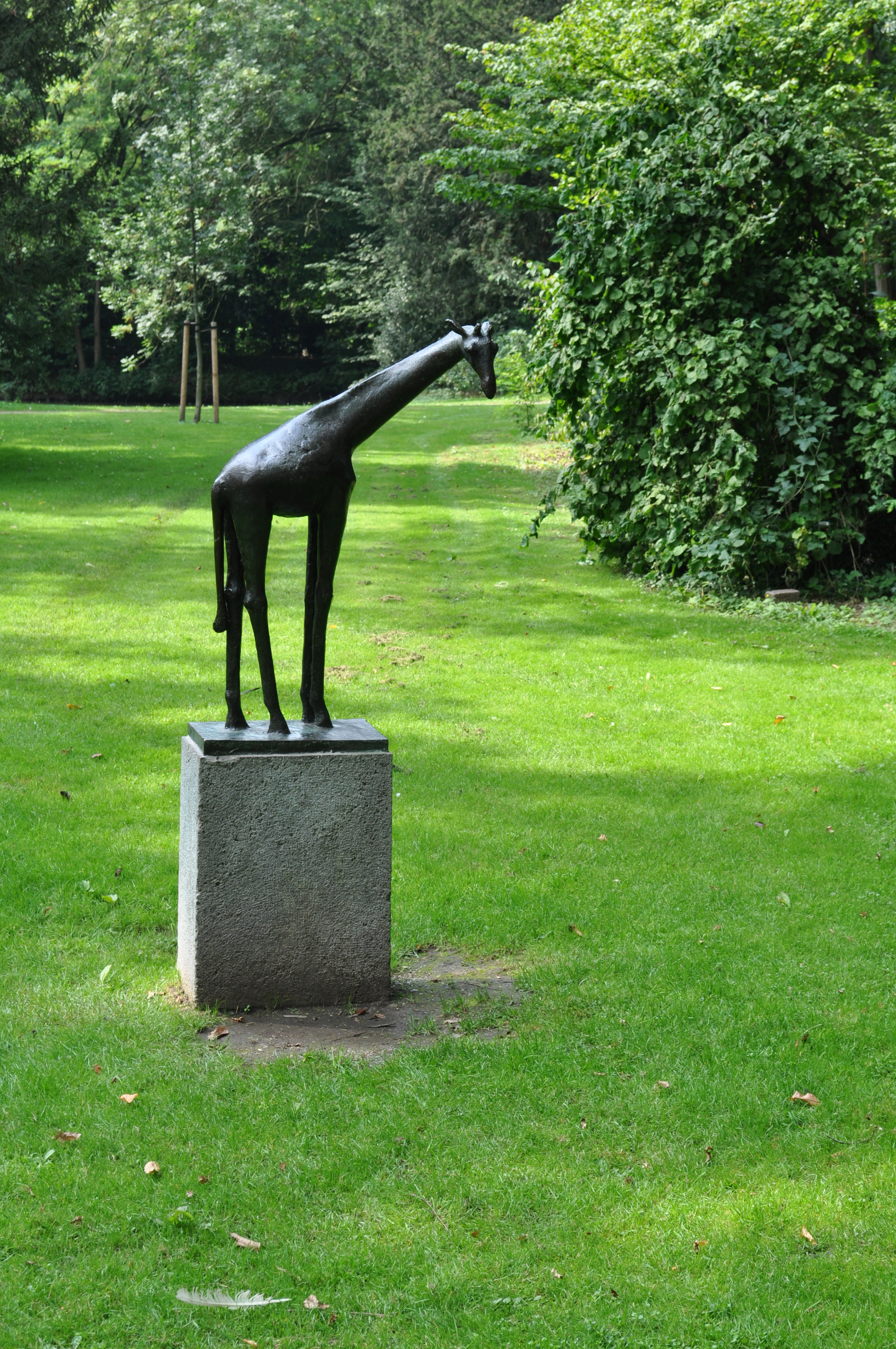
Giraf
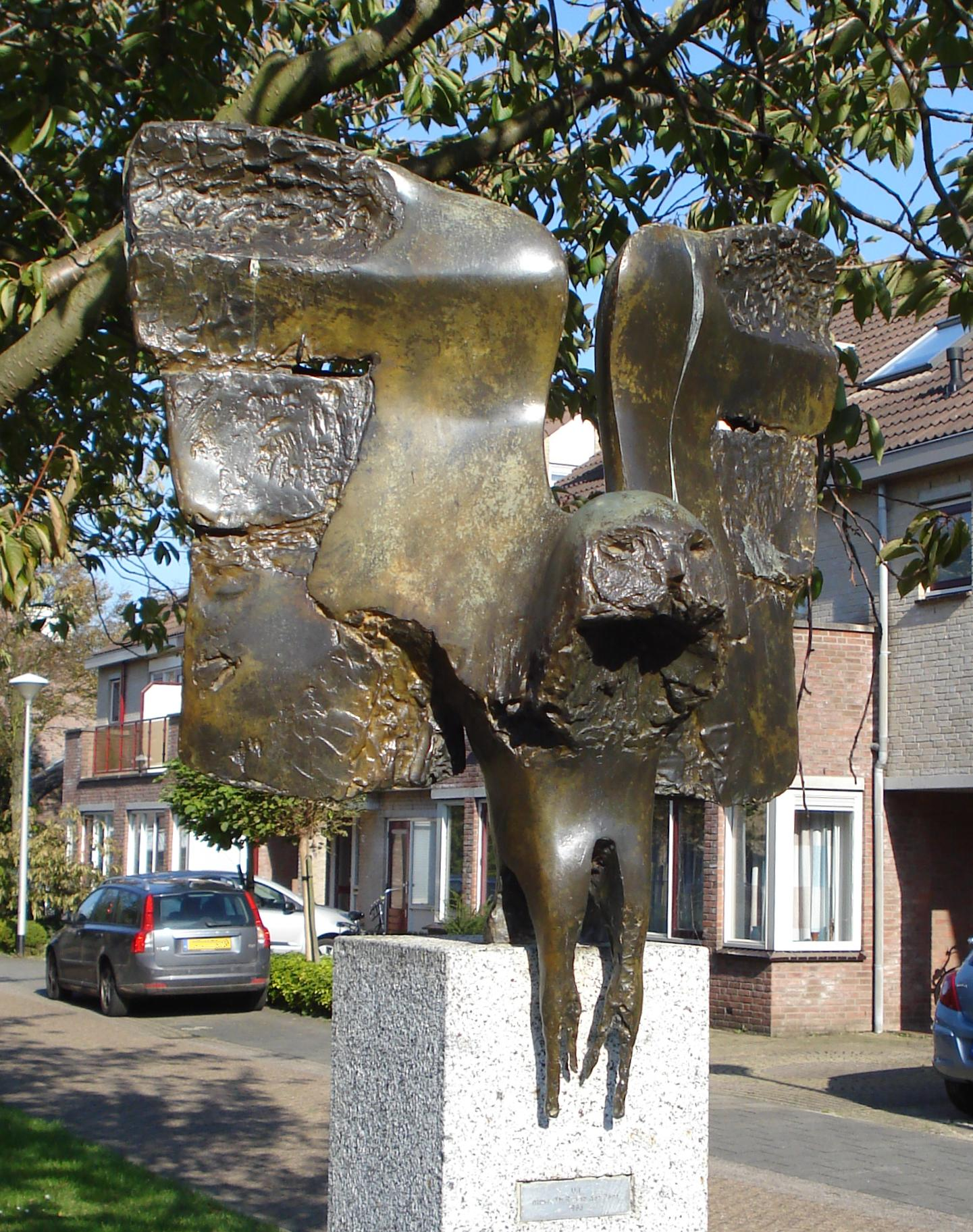
Uil
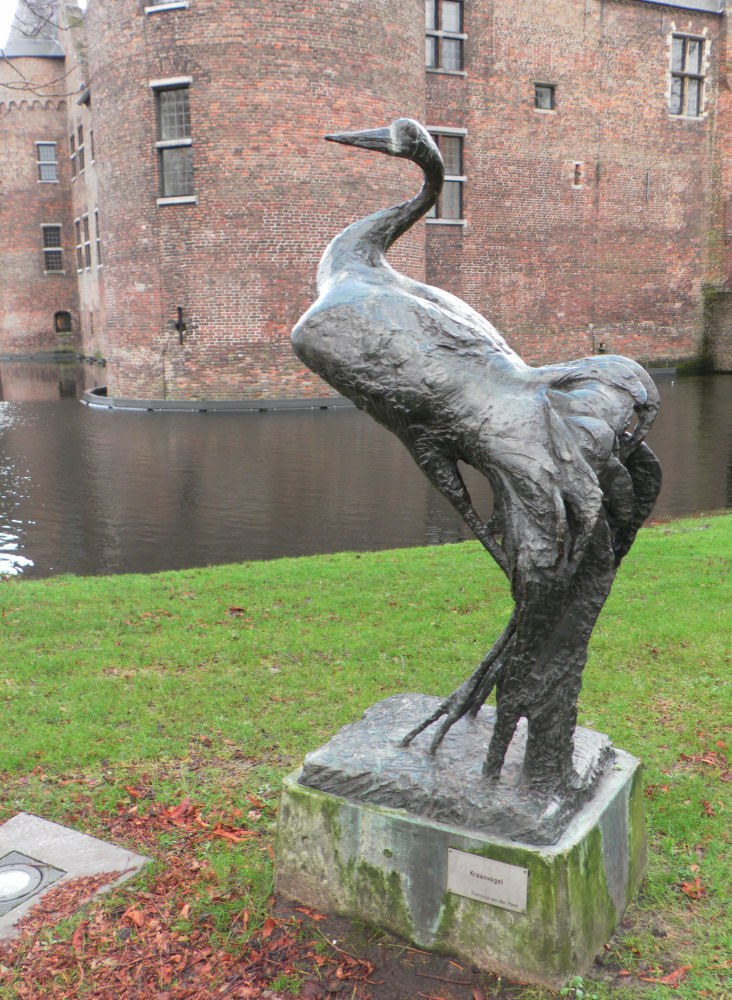
Kraanvogel
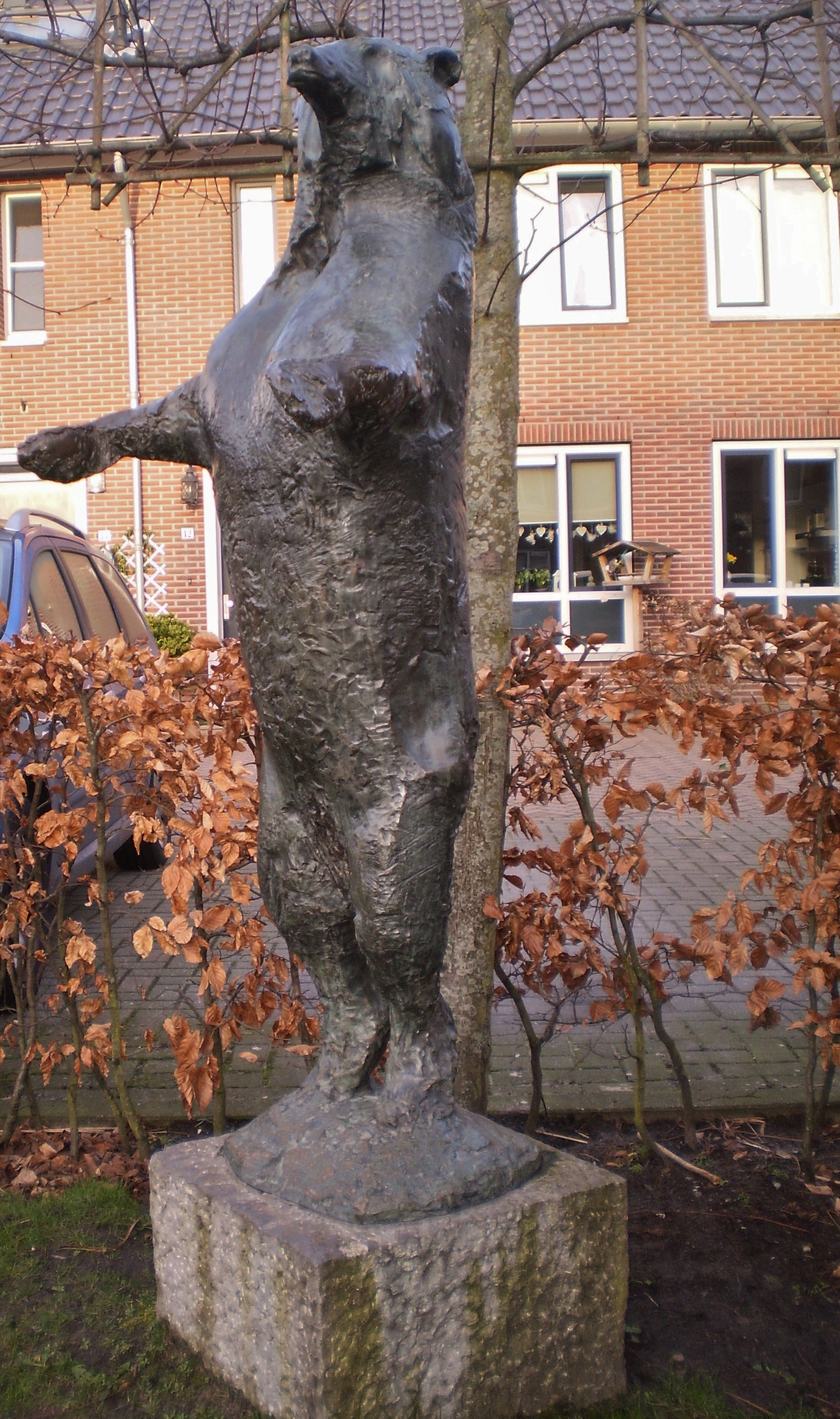
Beer
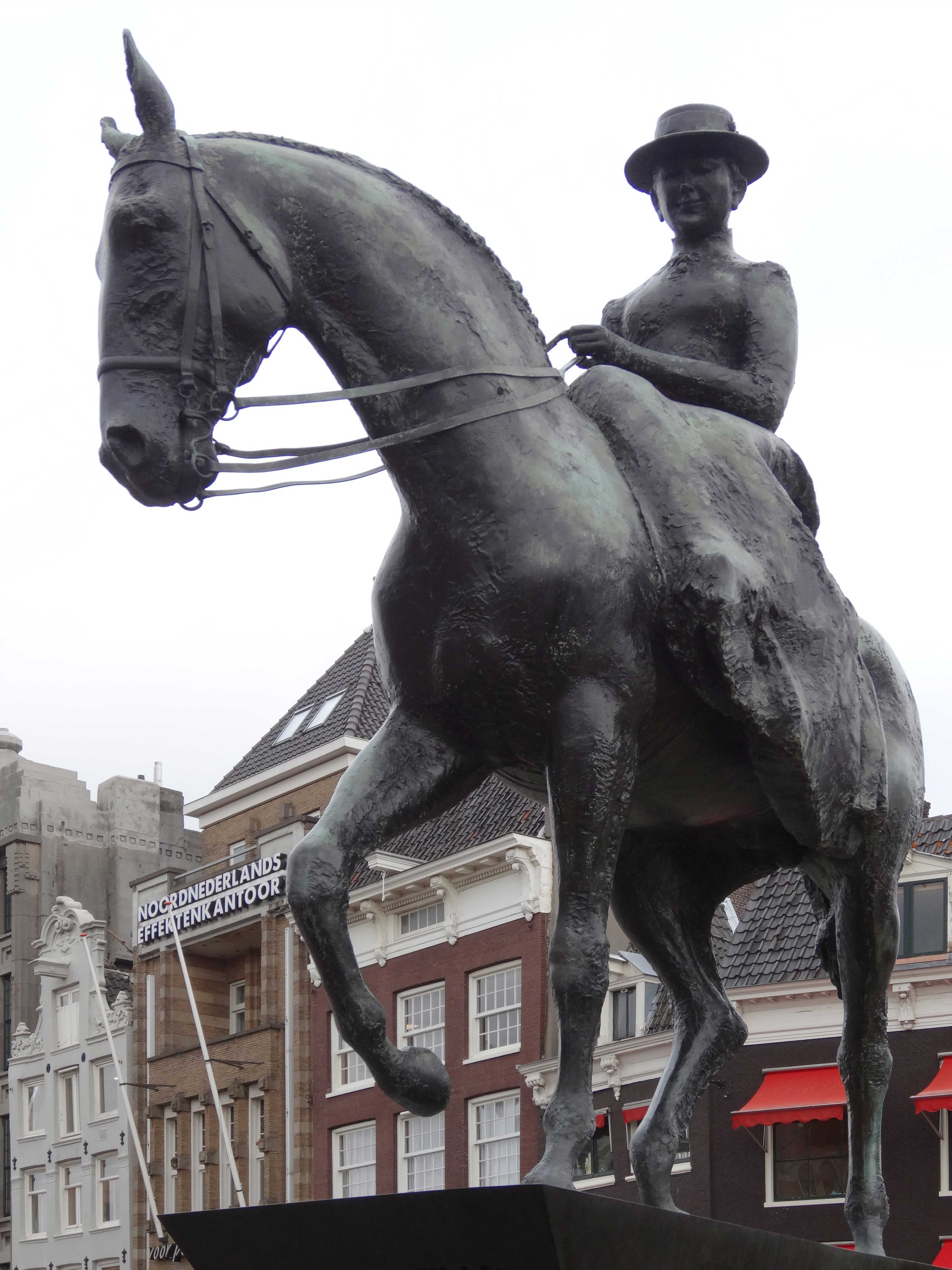
Wilhelmina
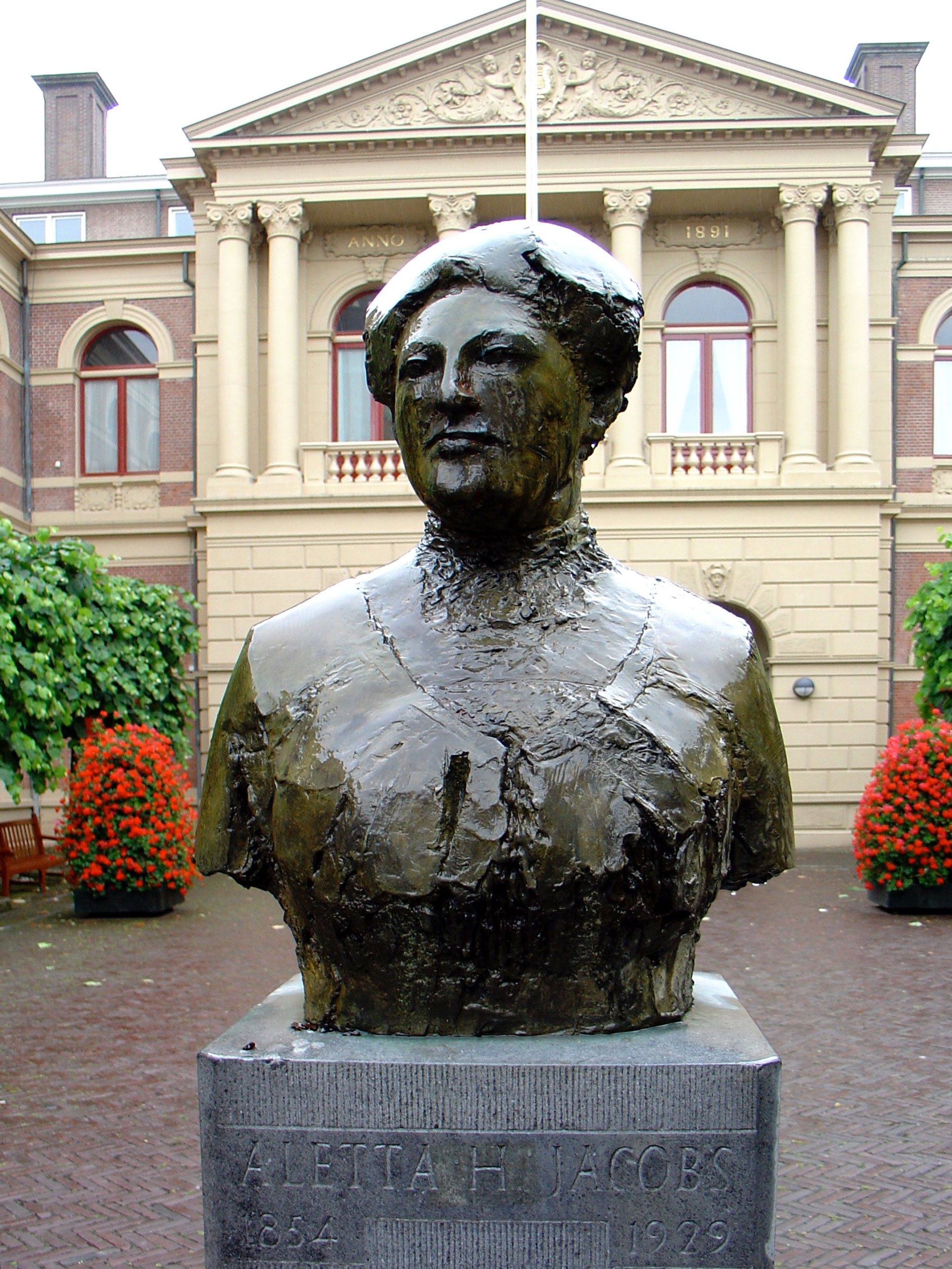
Aletta Jacobs

### Werke im öffentlichen Raum (Auswahl)
- 1959: Giraf. Bronze, Julianapark, Utrecht
- um 1959: Giraf. Bronze, Helmond
- 1960: De roerdomp. Midrethstraat, Mijdrecht
- 1961: Kraanvogel. Kasteelplein, Helmond
- 1962: Lama. Appellaan, Amstelveen
- 1962: Pinguïn. Keizerstraat, Den Helder
- 1965: Paard. Prinsesselaan, Utrecht
- 1966: Pinguïn. Heindijk, Rotterdam
- 1966: Paard. Bronze, Hemsterhuisstraat/Comeniusstraat, Amsterdam Nieuw-West
- 1968: Zwaan. Bronze, Zwanenburg
- 1968: Baikalrobbe. Zutphen
- 1969:  Großer Flug (Schwan), Ede
- 1970: Zeehond. Breewaterplein, Den Helder
- 1972: Wilhelmina. Rokin, Amsterdam
- 1973: Zeehond. Bronze, Verhagenlaan, Emmeloord
- 1975: Vrouwe Aleida van Holland. Bronze, Broersvest/Huis te Riviereweg, Schiedam
- 1979: Duikvlucht. Abcoude
- 1982: Opwaartse vlucht. Maliebaan, Utrecht
- 1984: Vis. Koningdwarsstraat, Den Helder
- 1987/1988: Aletta Jacobs. Bronze, „Harmoniegebouw“, Groningen
- 1989: Vlucht. Nachtegaallaan 30/Maartensdijk, De Bilt
- 1992: Uil. Bronze, Epe
- 1993: Uil. Groenhoevelaan, Oegstgeest
- Beer. Baarn
- De beer. Belgiëlaan, Haarlem
- Nachtvlucht. Frans Hals Museum, Haarlem
- Zwaan. Sartrestraat, Haarlem
- De roerdomp. Lyceumlaan, Haarlem[2]

## Ausstellungen (Auswahl)
- 1954: erste Teilnahme an einer Gruppenausstellung von Außenskulpturen am Frederiksplein in Amsterdam
- regelmäßige Teilnahme an Ausstellungen von Arti et Amicitiae
- 1957: Contour onzer Beeldende Kunst. Stedelijk Museum Prinsenhof Delft
- 1957: Nederlandse beeldhouwkunst. Retrospektive niederländischer Skulptur im Museum Boijmans Van Beuningen in Rotterdam mit mehreren Tierskulpturen
- 1962: Beelden op de Keukenhof. Nederlandse Kunst Stichting (NKS)
- 1963: Beeldhouwkunst 1813-1963 in Nederland. Museum Arnhem
- 1966: Einzelausstellung. Museum Boijmans Van Beuningen, Rotterdam
- 1969: Vorm van leven. Museum Singer Laren
- 1969: Nederlandse Beeldhouwkunst 1964-1969. Centraal Museum Utrecht
- 1975: Teilnahme bei „Amsterdam 700 jaar stad“ mit einer lebensgroßen Tonbüste des Komponisten Strawinsky.
- 1975: Theresia van der Pant. Einzelausstellung, Museum Singer Laren
- 1975: Oscar Jespers en de kunstenaars die bij hem gewerkt hebben. Bonnefantenmuseum Maastricht
- 1975: Amstelpark Amsterdam. Nederlandse Kring van Beeldhouwers
- 1980: Nederlandse Kring van Beeldhouwers, Stedelijk Museum Amsterdam
- 1982: 1945-1965: Een overzicht: van Cobra tot Zero. Museum van Bommel van Dam, Venlo
- 1985: Een keuze uit de verzameling van Museum van Bommel van Dam. Museum Boijmans Van Beuningen, Rotterdam
- 1987: Retrospektivausstellung im Frans Hals Museum in Haarlem anlässlich der Verleihung des Judith-Leyster-Preises
- 1989: Theresia R. van der Pant: Beeldhouwster. Einzelausstellung, Frans Hals Museum, Haarlem
- 1989: Theresia R. van der Pant: Beeldhouwster. Einzelausstellung, Stedelijk Museum Schiedam
- 1989: Retrospektivausstellung in Schiedam anlässlich ihres 65. Geburtstags
- 1995: Oscar Jespers & leerlingen. Stedelijk Museum Sint-Niklaas
- 2000: De voorstelling: Nederlandse kunst in het Stedelijk Paleis. Stedelijk Museum Amsterdam[1][2][3]